# Шествие на осляти
Шествие на осляти — православный обряд, совершавшийся в Русском государстве в праздник Вербного Воскресенья и символизировавший вход Господень в Иерусалим — въезд Иисуса Христа на осле.

## История обряда
В письменных источниках упоминается с XVI века. В XVI веке шествие совершалось только в Кремле. С XVII века шествие проходило от Успенского собора через Спасские ворота к Входоиерусалимскому приделу Покровского собора (храма Василия Блаженного).
Обряд не прекращался даже в 1611 году, когда Кремль был занят польскими захватчиками.
Во второй половине XVII века церемония шествия проходила следующим образом:
Патриарх обращался к царю со специальной пригласительной речью. В день праздника после утренней обедни царь выходил в Успенский собор в праздничной одежде. Царя сопровождали бояре, окольничьи и прочие придворные чины.
Из Успенского собора начинался крестный ход: две хоругви, за ними по два чернецы и дьяконы, за ними по три священники, протопопы, запрестольный образ, кресты хрустальные, иконы из разных монастырей, протопопы, певчие, икона Богородицы Влахернской. За иконой шли соборные ключари и патриарх. В 1675 году в шествии участвовало 300 священников и 200 дьяконов.
Царское шествие открывалось нижними чинами по три человека в ряд. Дьяки, дворяне, стряпчие, стольники, ближние и думные люди и окольничьи. Потом шествовал царь, за ним бояре, думные и ближние люди и гости. По обе стороны шествия следовали стрелецкие полковники, вдоль дороги стояли расписанные кадушки с вербой.
Царь и патриарх входили в придел Входа в Иерусалим Покровского собора. С царём входили высшие чины, остальные оставались у Лобного места. В соборе царь молился и возлагал на себя сан (царские одежды): крест, бармы, царскую шапку и т. д. Вместо посоха царю подавали царский жезл.
На Лобном месте устанавливали аналой с Евангелием и иконы Иоанна Предтечи и Николая Чудотворца. Путь от Спасской башни до Лобного места ограждали перегородками, обитыми красным сукном. На Красной площади стояли стрельцы и собирались толпы народа.
Недалеко от Лобного места стоял осля — накрытая каптуром (род попоны) лошадь. У осля стояли патриарший боярин и пять дьяков в золочёных кафтанах. Там же располагалась нарядная верба. На крыше одной из лавок Верхнего овощного ряда стоял капитан солдатского строя с ясачным знаменем для подавания сигналов во время церемонии.
До первой половины XVII века вербу наряжали на патриаршем дворе. На вербные сани устанавливали место для вербы. Сани устанавливали на колёса, и украшали красным сукном. На санях устраивали место для певчих. Вербу украшали изюмом, грецкими орехами, финиками. С 1634 года в украшении вербы стали постоянно употребляться яблоки. В 1636 году для украшения вербы были приобретены тысяча яблок разного размера. После праздника патриарх раздавал яблоки духовным и светским чинам, а самые крупные яблоки отправлялись во дворец — царской семье. Верба украшалась заранее и устанавливалась на месте в ночь или в утро праздника. Для украшения вербы на патриаршем дворе был построен специальный сарай.
После 1668 года шествие стало проводиться с особой пышностью. Убранство вербы перевели с патриаршего двора на двор боярина Никиты Ивановича Романова. В 1670-е годы для украшения вербы в Немецкой слободе начали покупать искусственные цветы, фрукты и птиц. В 1672 году на украшение вербы было потрачено более 476 рублей. На Спасском мосту начали устанавливать ещё шесть верб.
Когда царь и патриарх выходили из собора, кресты и иконы возвращались в Успенский собор. Патриарх поднимался на украшенное Лобное место, и вручал царю пальмовую ветвь и ветки вербы, черенки которых были обшиты бархатом. Патриарх и митрополиты раздавали окружающим ветви вербы. Архидьякон, стоя лицом на запад, читал Евангелие до слов «и посла два от ученик»; с этими словами соборный протопоп и ключарь отправлялись за ослятей. Протопоп и ключарь покрывали осляти ковром и красным и зелёным сукном. Патриарх держал в одной руке Евангелие, а в другой крест, и садился на осля. Шествие вновь начиналось с младших чинов: дьяки, дворяне, стряпчие, стольники — все они были в расшитых золотом кафтанах и поэтому назывались золотчиками. За ними везли нарядную вербу. Под деревом стояли певчие дьяки в белых одеждах. За вербой шли духовенство с иконами, ближние люди, думные дьяки, окольничие и царь в большом царском наряде. Царь вёл осля за конец повода. Перед царём стольники и ближние люди несли: царский жезл, государеву вербу, государеву свечу, царское полотенце. Вместе с царём осля вели: один из первостепенных бояр, царский и патриарший дьяки, патриарший конюший старец. По сторонам от царя с пальмовыми ветвями шли бояре, окольничьи, думные дворяне. За патриархом шли духовные чины и замыкали шествие гости.
По пути следования дети стрельцов от 10 до 15 лет устилали дорогу тканями, в основном красными и зелёными. Полотно имело размер 6 аршин в длину и 4 аршина в ширину. Каждый такой кусок держали шесть мальчиков. Поверх тканей укладывали разноцветные кафтаны и однорядки. Во время царствования Фёдора Алексеевича количество детей, укладывающих ткани и кафтаны, достигало 1000, из них 800 укладывали ткани, а 200 кафтаны. После праздника они получали ткани и кафтаны, или деньги.
Когда шествие вступало в Спасские ворота, на всех церквях Кремля начинался колокольный звон. Звон продолжался до вступления процессии в Успенский собор. Верба оставалась у южных дверей собора. В соборе дочитывали Евангелие, царь и патриарх целовались. Царь уходил в одну из домашних церквей, патриарх завершал литургию в соборе. После литургии патриарх благословлял вербу, ключари отрезали ветви для алтаря, царской семьи и бояр. Остатки вербы, украшения вербы и саней раздавали стрельцам и народу.
Во время двоецарствия с 1684 года по 1693 год в шествии принимали участие оба царя. После 1693 года документов о проведении шествия не сохранилось.
По царскому указу с 1669 года Шествие на осляти проводилось в городах: Астрахань, Рязань, Казань и Тобольск. В шествии участвовали архиерей и воевода. Иван Феодорович Пушкин, будучи воеводой в Тобольске, вёл за узцы осля, на котором сидел митрополит сибирский Киприан. Шествия на осляти также проводились в Новогороде, и Ростове.
Соборным уложением 1678 года шествия на осляти в городах были запрещены, и проводились только в Москве.
В настоящее время в некоторых городах России (в частности, Ростове) возобновляется традиция шествия на осляти с участием местного архиерея.